# 札幌市埋蔵文化財センター
札幌市埋蔵文化財センター（さっぽろしまいぞうぶんかざいセンター）は札幌市が設置する埋蔵文化財センターである。埋蔵文化財の保存と活用を図り、もって市民の文化的向上に資するため1991年（平成3年）3月に設置された。札幌市中央図書館と併設されており、正面に向かって左側（東側）に埋蔵文化財センターが配置されている。1階には展示室が設置され、札幌市内の遺跡から出土された埋蔵文化財やその解説等が展示されており、誰でも見学することができる。

## 所在地
北海道札幌市中央区南22条西13丁目

### アクセス
- 札幌市電「中央図書館前」下車
- じょうてつバス「南21条西11丁目」下車

## 事業内容
事業内容は下記の通りである。
- 埋蔵文化財の調査及び研究
- 埋蔵文化財に関する資料の収集、整理、保存及び活用
- 埋蔵文化財に関する知識の普及

## 施設概要
施設概要は下記の通りである。（図書館棟を含む）
- 敷地面積 10,001m2
- 構造 鉄骨鉄筋コンクリート造
- 1989年に旧北海道教育大学跡地に着工、1990年竣工、1991年開設

### 埋蔵文化財センター棟
- 延床面積 1,729m2
- 建設面積 639m2

各フロアの床面積または施設は下記の通りである
- 2階 - 638.73m2
  - 第1整理室、第2整理室、撮影室、暗室、第2収蔵室、記録類保管室、記録類整理室、実測室、製図室
- 1階 - 359.47m2
  - 展示室、事務室、第1収蔵室
- 地下1階 - 447.72m2
  - 水洗室、器材室、第4収蔵室
- 地下2階 - 283.56m2
  - 第3収蔵室

## 開館時間等
開館時間、休館日等は下記の通りである。
- 展示室
  - 開館時間 8時45分 - 17時15分
  - 休館日 国民の祝日、振替休日、年末年始（ただし、5月3 - 5日、11月3日は開館）
  - 入館料 無料
- 埋蔵文化財保護業務
  - 開業日 月曜日 - 金曜日 8時45分 - 17時15分
  - 休業日 日曜日、土曜日、国民の祝日、振替休日、年末年始